# 蛇婆子
蛇婆子（学名：Waltheria indica），英文名Florida Waltheria、Sleepy Morning、Basora Prieta、Hierba de Soldado、Guimauve、Mauve-gris、Moto-branco、Fulutafu、Kafaki、Uhaloa(夏威夷).，为梧桐科蛇婆子属下的一个种。
种名indica意为印度的。